# Estación Chikusa
La estación Chikusa (千種駅 Chikusa-eki?) Se encuentra ubicada en el barrio de Chikusa, en la ciudad de Nagoya, prefectura de Aichi, Japón. Funcionan en ella la línea Higashiyama del metro municipal de Nagoya, y la línea principal Chūō de JR Central. La primera es identificada como H-02 y abrió el 15 de junio de 1960, mientras que la otra el 25 de julio de 1900. La estación correspondiente a la línea Higashiyama posee una tipología subterránea con andenes laterales, 5 accesos y ascensor.

## Otros medios
- Bus de Nagoya
  - Líneas: 1, 11, 12 y 13.

## Sitios de interés
- Escuela secundaria central de la municipalidad de Nagoya
- Universidad de Aichi

## Imágenes

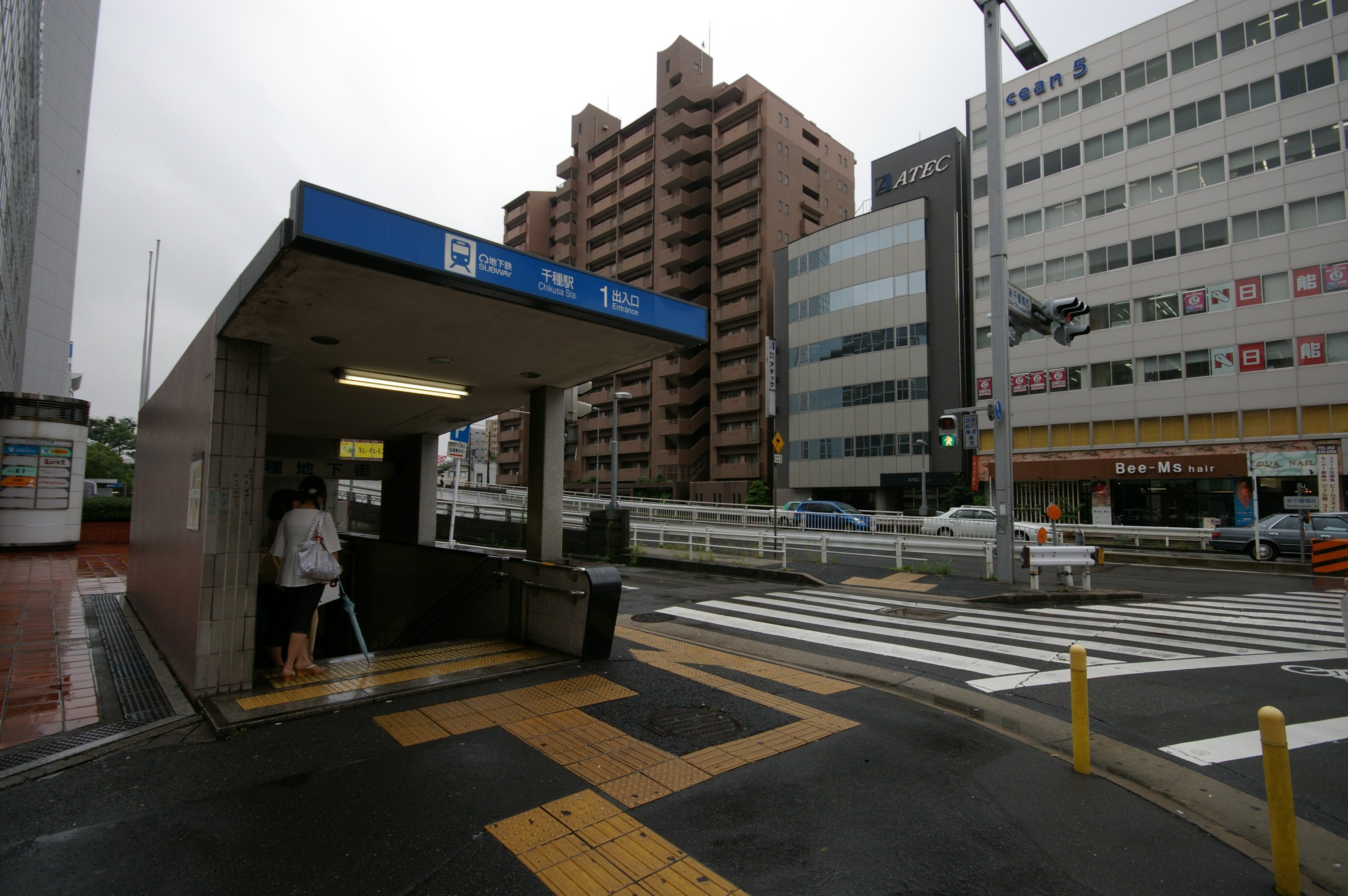
Acceso N° 1 de la línea Higashiyama.
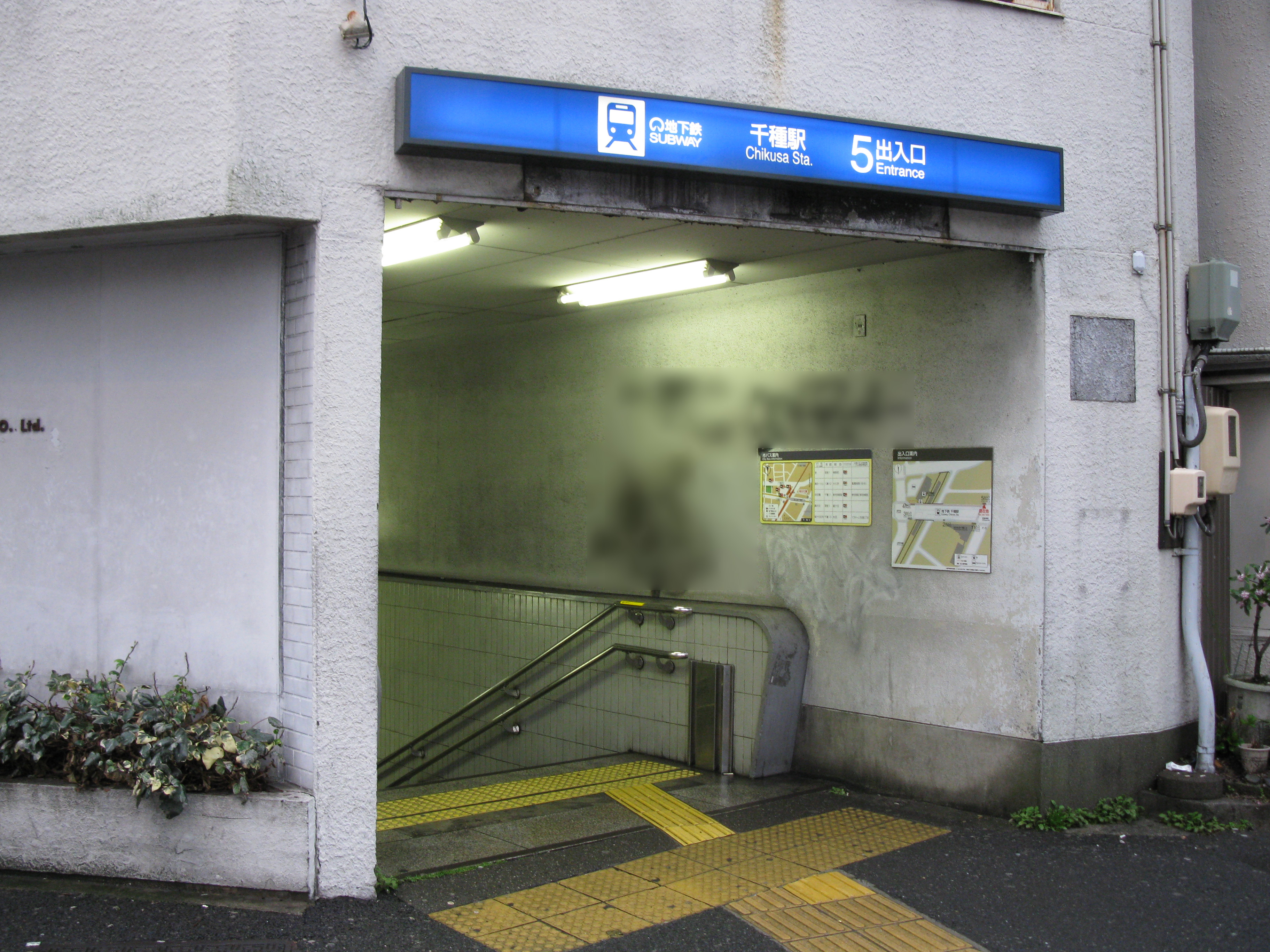
Acceso N° 5 de la línea Higashiyama.